# 14cm minomet M 15

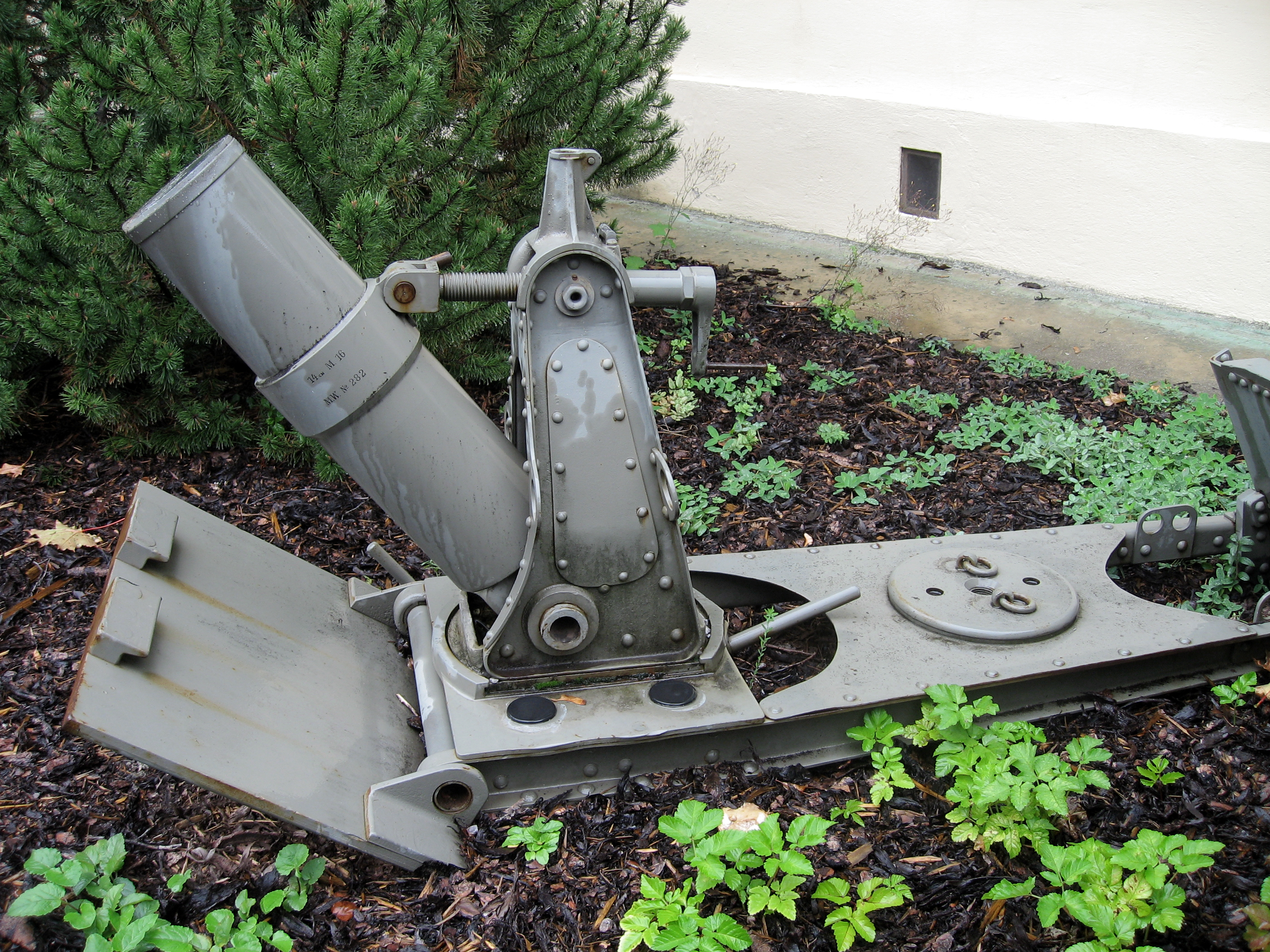
14cm minomet M 16

14cm minomet M 15 byl střední minomet užívaný rakousko-uherskou armádou v první světové válce. Byl vytvořen v podniku Škoda Plzeň jako alternativa k německé konstrukce firmy Rheinische Metallwarenfabrik/Ehrhardt. Od roku 1916 byla vyráběna verze M 16, která doznala změn a vylepšení týkající se přesnosti i možností přepravy.

## Technické údaje
- Hmotnost: 220 kg
- Hmotnost náboje: 16 kg
- Ráže: 140 mm
- Maximální rozsah: 860 m